# مناخ أستراليا

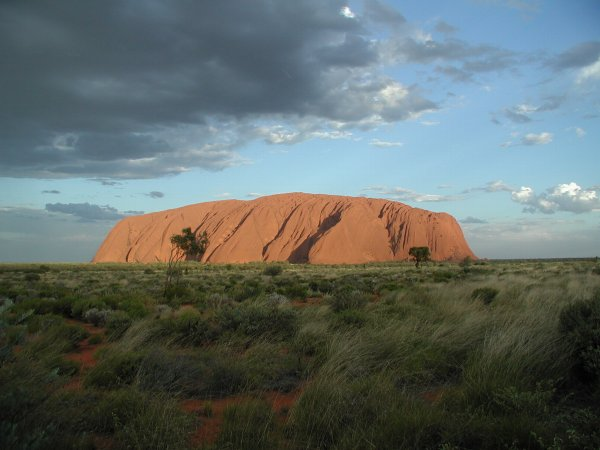

يخضع مناخ أستراليا في المقام الأول لحجمها وللهواء الساخن الهابط من الحزام شبه الاستوائي مرتفع الضغط. يتحرك ذلك شمالًا وجنوبًا مع المواسم. يتنوع المناخ مع جفافات متكررة تستمر لعدة مواسم، يُعتقد أنها ترجع جزئيًا لظاهرة النينيو، التذبذب الجنوبي. تحظى أستراليا بتنوع كبير في المناخ بسبب مساحتها الجغرافية الكبيرة. يعتبر الجزء الأكبر من أستراليا صحراء أو شبه قاحل. يتمتع الركنان الجنوبي الشرقي والجنوبي الغربي فقط بمناخ معتدل وتربة خصبة إلى حد ما. يتمتع الجزء الشمالي من البلاد بمناخ استوائي، يتنوع بين الغابات الاستوائية المطيرة والأراضي العشبية والصحراء.
ولأن أستراليا قارة متوسطة الحجم يفصلها المحيط الجنوبي عن المناطق القطبية؛ فهي ليست عرضة لحركات الهواء القطبي البارد خلال الشتاء بالشكل الذي تتعرض له القارات الأخرى في نصف الكرة الشمالي خلال شتاءاتها. وبالتالي، يأتي الشتاء في أستراليا لطيفًا نسبيًا، مع درجة أقل من التباين في درجة الحرارة بين الشتاء والصيف مقارنةً بالقارات الشمالية. يمكن للارتفاعات والانخفاضات الموسمية أن تكون شديدة. تتراوح درجات الحرارة مما يتخطى 53 درجة مئوية (127 فهرنهايت) إلى ما دون 0 درجة مئوية (32 فهرنهايت). تُلطف درجات الحرارة الدنيا.
ترتبط ظاهرة النينيو (التذبذب الجنوبي) بالاضطراب الموسمي في العديد من المناطق حول العالم. تعتبر أستراليا من أكثر القارات التي تتأثر وتتعرض للجفافات الممتدة بجانب فترات كبيرة من الأمطار. عادة ما تضرب العاصفة الترابية منطقة ما كما تشير التقارير إلى حدوث الأعاصير العارضة. كما ترتبط الأعاصير الاستوائية والموجات الحارة وحرائق الغابات والصقيع في البلاد بالتذبذب الجنوبي. تفتك مستويات الملوحة المرتفعة والتصحر في بعض المناطق بالطبيعة.
يُعتبر التغير المناخي في أستراليا قضية سياسية محل نزاع بشكل كبير. ارتفعت درجات الحرارة في البلاد بما يقارب 0.7 درجة مئوية بين عامي 1910 و2004، متتبعةً الاتجاه الصاعد للاحتباس الحراري. ازداد دفء درجات الحرارة الصغرى في الليل أسرع من درجات الحرارة العظمى نهارًا في السنوات الأخيرة. أُرجع الاحترار الحادث في نهاية القرن العشرين إلى زيادة تأثير ظاهرة البيت الزجاجي. طبقًا لمكتب الأرصاد الجوية الأسترالي (BOM)، فإن 80% من الأراضي تستقبل أقل من 600 مللي متر (24 بوصة) من الأمطار سنويًا، كما تستقبل 50% من الأراضي أقل من 300 مللي متر (12 بوصة). في المجمل، تحظى أستراليا بمتوسط سنوي لهطول الأمطار يعادل 419 مللي متر (16 بوصة).

## الولايات والأقاليم

### مقاطعة العاصمة الأسترالية
بسبب ارتفاعها عن البحر (650 متر (2130 قدم)) والمسافة من الساحل، تتعرض مقاطعة العاصمة الأسترالية لمناخ الأراضي المرتفعة شبه الاستوائي (Cfb). تحظى كانبرا بصيف مطير ولطيف نسبيًا مع أيام حارة متقطعة. تحظى كانبرا بشتاء بارد مع تكرر الصقيع والضباب. تغطي الثلوج العديد من الجبال المرتفعة في الجزء الجنوبي الغربي من المقاطعة خلال فترة من الشتاء. يمكن أن تحدث العواصف الرعدية في الفترة بين أكتوبر ومارس، وتسقط الأمطار بمعدل 623 مللي متر (25 بوصة) سنويًا، مع أقصى معدل للأمطار خلال الربيع والصيف والأقل في الشتاء. سُجلت أعلى درجة حرارة في مقاطعة العاصمة الأسترالية بقيمة 43.6 درجة مئوية (110.5 فهرنهايت) في مطار كانبرا في 4 يناير 2020.
كانت أقل درجة حرارة -14.6 درجة مئوية (5.7 فهرنهايت) في جودجينبي في 11 يوليو 1971.

### نيو ساوث ويلز
يتعرض أكثر من نصف نيو ساوث ويلز للمناخ القاحل أو شبه القاحل. يتمتع الجزء الشرقي بمناخ معتدل، يتراوح من المناخ شبه الاستوائي الرطب في الحدود الشمالية مرورًا بسنترال كوست ومعظم سيدني، ومناخ محيطي في الساحل الجنوبي. تقع منطقة الجبال الثلجية في الجنوب الشرقي في نطاق المناخ الألبي أو منطقة المناخ المحيطي شبه القطبي، مع طقس منعش إلى بارد طوال العام وسقوط الثلوج في الشتاء. بالدخول في اليابسة، يصبح المناخ شبه قاحل وصحراوي باتجاه الأجزاء الغربية من الولاية.
كما يكون الطقس في النصف الجنوبي من الولاية دافئًا بشكل عام وحارًا في الصيف ومنعشًا في الشتاء. تعتبر الفصول أكثر وضوحًا في النصف الجنوبي من الولاية، خاصة في المنحدرات الجنوبية الغربية وسنترال ويست ومنطقة ريفيرينا. تأتي ذروة الأمطار في الصيف في معظم أجزاء الولاية، على الرغم أن منطقة ريفيرينا، التي تقع في منتصف الجزء الجنوبي من الولاية وتحد فيكتوريا، تحظى بصيف جاف وتأتي ذروة الأمطار في الشتاء. في أيام الصيف الحارة، يلطف «باستر الجنوبي» الحرارة الشديدة التي تتعرض لها المناطق الساحلية في منطقة نيو ساوث ويلز، من بورت ماكواري باتجاه الجنوب وصولًا إلى ناورا.
يعتبر الجزء الشمالي الغربي هو الأدفأ، حيث يكون الصيف حارًا للغاية، ويكون الشتاء أبرد وأكثر جفافًا.
أما الطقس في المنطقة الشمالية الشرقية من الولاية، أو الساحل الشمالي، التي تحد كوينزلاند، فيكون حارًا ورطبًا في الصيف، مع ذروة هطول الأمطار، ولطيفًا في الشتاء مع سطوع أكبر للشمس، واختلاف موسمي طفيف في درجة الحرارة. تحظى تابللاند الشمالية بصيف لطيف نسبيًا وشتاء منعش، بسبب ارتفاعها في سلسلة غريت ديفايدينغ.
المنطقة الأبرد هي الجبال الثلجية حيث يستمر الثلج والصقيع لفترة طويلة خلال أشهر الشتاء.
أما الجبال الزرقاء وتابللاند الجنوبية وتابللاند الوسطى، الذين يقعوا على سلسلة غريت ديفايدينغ فيحظوا بصيف لطيف إلى دافئ وشتاء قارس، ولكنه ليس بشدة الشتاء في الجبال الثلجية.
سجلت بعض المناطق التي تقع داخل السلسلة أو حولها، مثل غولبرن وبورال، بين أماكن أخرى، تجمد أو\و درجات حرارة منخفضة قريبة من التجمد في معظم شهور السنة، على عكس مناطق أخرى على نفس الارتفاع وخطوط العرض في نصف الكرة الشمالي.
سُجلت أعلى درجة حرارة قُصوى بقيمة 49.8 درجة مئوية (121.6 فهرنهايت) في مينيندي في غرب الولاية في 10 يناير 1939. كانت أقل درجة حرارة -23.0 درجة مئوية (-9.4 فهرنهايت) في شارلوت باس في 29 يونيو 1994 في الجبال الثلجية. كما تُعتبر تلك هي درجة الحرارة الأقل التي تُسجل في قارة أستراليا قاطبةً باستثناء الإقليم الأسترالي في القارة القطبية الجنوبية.
يتباين هطول الأمطار خلال الولاية. يستقبل أقصى الشمال الغربي الأمطار الأقل، أقل من 180 مللي متر (7 بوصة) سنويًا، بينما يستقبل الشرق بين 600 إلى 1200 مللي متر (24 إلى 47 بوصة) من الأمطار.